# Jonathan Carlsbogård
Jonathan Carlsbogård (* 19. April 1995 in Göteborg) ist ein schwedischer Handballspieler.

## Karriere
Jonathan Carlsbogård begann mit sieben Jahren mit dem Handballsport bei Kärra HF. Ab 2013 stand Carlsbogård im Aufgebot von Redbergslids IK Göteborg in der höchsten schwedischen Spielklasse, der Handbollsligan. Im November 2017 wurde der linke Rückraumspieler zum MVP der schwedischen Liga gewählt. Ab 2018 stand Carlsbogård beim deutschen Handballbundesligisten TBV Lemgo Lippe unter Vertrag. Mit Lemgo gewann er den DHB-Pokal 2020. Zur Saison 2022/23 wechselte er zum spanischen Erstligisten FC Barcelona. Mit Barça gewann er den katalanischen Supercup 2022, den iberischen Supercup 2023 und 2024, den spanischen Königspokal 2023 und 2024, die spanische Meisterschaft 2023 und 2024 sowie die EHF Champions League 2024.
Carlsbogård gab am 5. November 2020 sein Debüt für die schwedische Nationalmannschaft. Bei der folgenden Weltmeisterschaft 2021 war er mit der zweitlängsten Einsatzzeit aller Schweden und 24 Toren in neun Spielen feste Größe seiner Auswahl auf dem Weg zur Vize-Weltmeisterschaft. Mit Schweden erreichte er das Viertelfinale bei den Olympischen Spielen in Tokio. Am 30. Januar 2022 wurde Jonathan Carlsbogård bei der Europameisterschaft 2022 in Ungarn und Slowenien Europameister. Dabei erzielte er 17 Tore in neun Spielen. Beim Gewinn der Bronzemedaille bei der Europameisterschaft 2024 bestritt er acht Spiele und warf 19 Tore. Bei den Olympischen Spielen in Paris schied er wiederum mit Schweden im Viertelfinale aus. Bei der Weltmeisterschaft 2025 warf er 15 Tore in sechs Spielen und belegte mit dem Team den 14. Platz.

## Privates
Im Juni 2024 heiratete er seine langjährige Partnerin Mimmi.

## Saisonbilanzen
| Saison    | Verein          | Spielklasse    | Spiele | Tore | 7-Meter | Feldtore |
| --------- | --------------- | -------------- | ------ | ---- | ------- | -------- |
| 2013/14   | Redbergslids    | Handbollsligan | 27     | 06   | 0       | 06       |
| 2014/15   | Redbergslids    | Handbollsligan | 27     | 031  | 0       | 031      |
| 2015/16   | Redbergslids    | Handbollsligan | 32     | 054  | 0       | 054      |
| 2016/17   | Redbergslids    | Handbollsligan | 35     | 088  | 0       | 088      |
| 2017/18   | Redbergslids    | Handbollsligan | 31     | 164  | 0       | 164      |
| 2018/19   | TBV Lemgo Lippe | Bundesliga     | 27     | 049  | 0       | 049      |
| 2019/20   | TBV Lemgo Lippe | Bundesliga     | 24     | 111  | 0       | 111      |
| 2020/21   | TBV Lemgo Lippe | Bundesliga     | 29     | 106  | 0       | 106      |
| 2021/22   | TBV Lemgo Lippe | Bundesliga     | 33     | 128  | 0       | 128      |
| 2013–2022 | alle            | alle           | 265    | 737  | 0       | 737      |

Quellen: Handbollsligan, Bundesliga